# Akademiet for Talentfulde Unge
Akademiet for Talentfulde Unge, oftest forkortet "ATU", er en organisation, der beskæftiger sig med intelligente unge og talentudvikling. Akademiet blev grundlagt i 2007 på Nørre Gymnasium i Brønshøj.
Akademiet for Talentfulde Unge er et to-årigt program for unge på en gymnasiel uddannelse (STX, HTX, HHX, EUX) fra 2. semester til og med 5. semester. I løbet af denne periode kommer deltagerne igennem en række obligatoriske aktiviteter, som bliver kaldt seminarer. De har desuden mulighed for at deltage i talrige valgfrie aktiviteter. 
Optagelse sker i 1. semester af den givne uddannelse i december. På dette tidspunkt udvælger de respektive undervisere på diverse uddannelser og steder, de elever der får muligheden for at deltage i forløbet. 